# Fermats primtalstest
Fermats primtalstest är ett probabilistiskt test för att avgöra om ett tal är ett misstänkt primtal.

## Essens
Fermats lilla sats säger att om {\textstyle p} är ett primtal och om {\textstyle a} inte är delbart med {\textstyle p} så gäller att:
{\displaystyle a^{p-1}\equiv 1{\pmod {p}}}
Om man vill testa om {\textstyle p} är ett primtal så kan man välja ett slumpmässigt heltal {\textstyle a} som inte delbart med {\textstyle p} och se om likheten stämmer. Om likheten inte stämmer för ett värde av {\textstyle a} så är {\textstyle p} ett sammansatt tal. Det är osannolikt att denna kongruens kommer att hålla för slumpmässiga värden av {\textstyle a} om {\textstyle p} är ett sammansatt tal. Man säger därför att {\textstyle p} är ett misstänkt primtal för ett eller flera värden på {\textstyle a} om likheten håller.
Observera dock att för {\textstyle a^{p-1}\equiv 1{\pmod {p}}} gäller kongruensen trivialt. Det gäller också trivialt om {\textstyle p} är udda och {\textstyle a\equiv -1{\pmod {p}}}. Av just denna anledning väljer man vanligtvis ett tal {\textstyle a} i intervallet {\textstyle 1<a<p-1}.
För alla tal {\textstyle a} så att:
{\displaystyle a^{n-1}\equiv 1{\pmod {n}}}
när {\textstyle n} är ett sammansatt tal så är {\textstyle a} känd som en Fermatlögnare. I detta fall kallas {\textstyle n} för ett Fermatpseudoprimtal till basen {\textstyle a}. Om man istället väljer ett tal {\textstyle a} så att:
{\displaystyle a^{n-1}\not \equiv 1{\pmod {n}}}
då är {\textstyle a} känd som ett Fermatvittne.

## Exempel
Anta att vi vill ta reda på om 221 är ett primtal eller inte. Slumpmässigt välj ett tal {\textstyle a} i intervallet {\textstyle 1<a<220}, låt oss säga 38. Vi kontrollerar ovanstående likhet och som om det håller:
{\displaystyle a^{n-1}=38^{220}\equiv 1{\pmod {221}}}
Antingen är 221 ett primtal eller så är 38 en Fermatlögnare. Vi testar igen med ett annat tal {\textstyle a}, låt oss säga 24:
{\displaystyle a^{n-1}=24^{220}\equiv 81\not \equiv 1{\pmod {221}}}
Så är 221 är garanterat ett sammansatt tal och 38 var en Fermatlögnare.

## Programmering
Nedan visas implementeringen av Fermats primtalstest i programmering. Koden använder en exponentialfunktion från modulär exponentiering. I exemplet nedan så används C++ som programmeringsspråk:
```
bool
 
isPrime
(
unsigned
 
int
 
n
,
 
int
 
k
)
 

{
 

   
if
 
(
n
 
<=
 
1
 
||
 
n
 
==
 
4
)
  
return
 
false
;
 

   
if
 
(
n
 
<=
 
3
)
 
return
 
true
;

   
while
 
(
k
>
0
)
 

   
{

       
int
 
a
 
=
 
2
 
+
 
rand
()
%
(
n
-4
);
   

  

       
if
 
(
gcd
(
n
,
 
a
)
 
!=
 
1
)
 

          
return
 
false
;
 

   

       
if
 
(
power
(
a
,
 
n
-1
,
 
n
)
 
!=
 
1
)
 

          
return
 
false
;
 

  

       
k
--
;
 

    
}
 

  

    
return
 
true
;
 

}

```

### Allmänna källor
- Cormen, Thomas; Leiserson, Charles; Rivest, Ronald; Stein, Clifford (2001). ”Primality testing” (på engelska). Introduction to Algorithms (2). McGraw-Hill: MIT Press. sid. 889–890. Libris länk. ISBN 0-262-03293-7. OCLC 46792720. Läst 23 juli 2020.